# Bundestagswahl 1994/Wahlergebnisse nach Bundesländern
Bundestagswahl 1994 – Wahlergebnisse nach Bundesländern.

## Wahlergebnisse

### Baden-Württemberg
| Gegenstand der Nachweisung | Erst- stimmen | Erst- stimmen | Zweit- stimmen | Zweit- stimmen | Sitze | Direkt- mandate | Über- hang- mandate |
| Gegenstand der Nachweisung | Anzahl        | %             | Anzahl         | %              | Sitze | Direkt- mandate | Über- hang- mandate |
| -------------------------- | ------------- | ------------- | -------------- | -------------- | ----- | --------------- | ------------------- |
| Wahlberechtigte            | 7.204.997     | 100,0         | 7.204.997      | 100,0          |       |                 |                     |
| Wähler                     | 5.742.579     | 79,7          | 5.742.579      | 79,7           |       |                 |                     |
| Ungültig                   | 87.013        | 1,5           | 73.755         | 1,3            |       |                 |                     |
| Gültig                     | 5.655.566     | 100,0         | 5.668.824      | 100,0          | 79    | 37              | 2                   |
| davon:                     |               |               |                |                |       |                 |                     |
| CDU                        | 2.745.742     | 48,5          | 2.451.917      | 43,3           | 37    | 37              | 2                   |
| SPD                        | 1.875.345     | 33,2          | 1.742.592      | 30,7           | 25    | –               | –                   |
| F.D.P.                     | 250.324       | 4,4           | 560.734        | 9,9            | 8     | –               | –                   |
| GRÜNE                      | 468.947       | 8,3           | 544.782        | 9,6            | 8     | –               | –                   |
| REP                        | 179.655       | 3,2           | 175.804        | 3,1            | –     | –               | –                   |
| PDS                        | 18.698        | 0,3           | 42.994         | 0,8            | 1     | –               | –                   |
| ÖDP                        | 52.699        | 0,9           | 41.711         | 0,7            | –     | –               | –                   |
| GRAUE                      | 19.560        | 0,3           | 26.823         | 0,5            | –     | –               | –                   |
| PBC                        | 18.222        | 0,3           | 23.960         | 0,4            | –     | –               | –                   |
| APD                        | –             | –             | 21.533         | 0,4            | –     | –               | –                   |
| STATT Partei               | –             | –             | 12.824         | 0,2            | –     | –               | –                   |
| NATURGESETZ                | 8.761         | 0,2           | 11.605         | 0,2            | –     | –               | –                   |
| CM                         | 679           | 0,0           | 8.772          | 0,2            | –     | –               | –                   |
| MLPD                       | 1.847         | 0,0           | 1.901          | 0,0            | –     | –               | –                   |
| BüSo                       | –             | –             | 872            | 0,0            | –     | –               | –                   |
| LIGA                       | 400           | 0,0           | –              | –              | –     | –               | –                   |
| DKP                        | 346           | 0,0           | –              | –              | –     | –               | –                   |
| Einzelbewerber             | 14.341        | 0,3           | –              | –              | –     | –               | –                   |

### Bayern
| Gegenstand der Nachweisung | Erst- stimmen | Erst- stimmen | Zweit- stimmen | Zweit- stimmen | Sitze | Direkt- mandate |
| Gegenstand der Nachweisung | Anzahl        | %             | Anzahl         | %              | Sitze | Direkt- mandate |
| -------------------------- | ------------- | ------------- | -------------- | -------------- | ----- | --------------- |
| Wahlberechtigte            | 8.767.500     | 100,0         | 8.767.500      | 100,0          |       |                 |
| Wähler                     | 6.744.161     | 76,9          | 6.744.161      | 76,9           |       |                 |
| Ungültig                   | 68.285        | 1,0           | 51.158         | 0,8            |       |                 |
| Gültig                     | 6.675.876     | 100,0         | 6.693.003      | 100,0          | 92    | 45              |
| davon:                     |               |               |                |                |       |                 |
| CSU                        | 3.657.627     | 54,8          | 3.427.196      | 51,2           | 50    | 44              |
| SPD                        | 2.050.292     | 30,7          | 1.983.979      | 29,6           | 29    | 1               |
| F.D.P.                     | 206.814       | 3,1           | 430.125        | 6,4            | 6     | –               |
| GRÜNE                      | 402.398       | 6,0           | 419.763        | 6,3            | 6     | –               |
| REP                        | 194.843       | 2,9           | 189.752        | 2,8            | –     | –               |
| ÖDP                        | 107.105       | 1,6           | 82.065         | 1,2            | –     | –               |
| BP                         | 3.324         | 0,0           | 42.491         | 0,6            | –     | –               |
| PDS                        | 15.120        | 0,2           | 36.575         | 0,5            | 1     | –               |
| Die Tierschutzpartei       | –             | –             | 23.458         | 0,4            | –     | –               |
| GRAUE                      | 12.347        | 0,2           | 19.077         | 0,3            | –     | –               |
| STATT Partei               | 468           | 0,0           | 10.010         | 0,1            | –     | –               |
| PBC                        | 309           | 0,0           | 8.182          | 0,1            | –     | –               |
| NATURGESETZ                | 7.941         | 0,1           | 8.014          | 0,1            | –     | –               |
| LIGA                       | 3.388         | 0,1           | 5.195          | 0,1            | –     | –               |
| CM                         | –             | –             | 5.099          | 0,1            | –     | –               |
| BüSo                       | 2.817         | 0,0           | 1.213          | 0,0            | –     | –               |
| MLPD                       | 267           | 0,0           | 809            | 0,0            | –     | –               |
| FBU                        | 7.599         | 0,1           | –              | –              | –     | –               |
| LD                         | 221           | 0,0           | –              | –              | –     | –               |
| Einzelbewerber             | 2.996         | 0,0           | –              | –              | –     | –               |

### Berlin
| Gegenstand der Nachweisung | Erst- stimmen | Erst- stimmen | Zweit- stimmen | Zweit- stimmen | Sitze | Direkt- mandate |
| Gegenstand der Nachweisung | Anzahl        | %             | Anzahl         | %              | Sitze | Direkt- mandate |
| -------------------------- | ------------- | ------------- | -------------- | -------------- | ----- | --------------- |
| Wahlberechtigte            | 2.505.857     | 100,0         | 2.505.857      | 100,0          |       |                 |
| Wähler                     | 1.970.458     | 78,6          | 1.970.458      | 78,6           |       |                 |
| Ungültig                   | 21.779        | 1,1           | 20.386         | 1,0            |       |                 |
| Gültig                     | 1.948.679     | 100,0         | 1.950.072      | 100,0          | 27    | 13              |
| davon:                     |               |               |                |                |       |                 |
| SPD                        | 686.747       | 35,2          | 663.081        | 34,0           | 9     | 3               |
| CDU                        | 641.035       | 32,9          | 612.217        | 31,4           | 9     | 6               |
| PDS                        | 326.446       | 16,8          | 289.517        | 14,8           | 4     | 4               |
| GRÜNE                      | 174.265       | 8,9           | 199.208        | 10,2           | 3     | –               |
| F.D.P.                     | 46.247        | 2,4           | 100.649        | 5,2            | 2     | –               |
| REP                        | 32.698        | 1,7           | 36.645         | 1,9            | –     | –               |
| GRAUE                      | 32.565        | 1,7           | 27.097         | 1,4            | –     | –               |
| PASS                       | 489           | 0,0           | 6.400          | 0,3            | –     | –               |
| NATURGESETZ                | 1.360         | 0,1           | 5.047          | 0,3            | –     | –               |
| STATT Partei               | –             | –             | 4.514          | 0,2            | –     | –               |
| ÖDP                        | 4.476         | 0,2           | 4.114          | 0,2            | –     | –               |
| BüSo                       | –             | –             | 793            | 0,0            | –     | –               |
| MLPD                       | 320           | 0,0           | 518            | 0,0            | –     | –               |
| BSA                        | –             | –             | 272            | 0,0            | –     | –               |
| KPD                        | 266           | 0,0           | –              | –              | –     | –               |
| DSU                        | 137           | 0,0           | –              | –              | –     | –               |
| Einzelbewerber             | 1.628         | 0,1           | –              | –              | –     | –               |

### Brandenburg
| Gegenstand der Nachweisung | Erst- stimmen | Erst- stimmen | Zweit- stimmen | Zweit- stimmen | Sitze | Direkt- mandate | Über- hang- mandate |
| Gegenstand der Nachweisung | Anzahl        | %             | Anzahl         | %              | Sitze | Direkt- mandate | Über- hang- mandate |
| -------------------------- | ------------- | ------------- | -------------- | -------------- | ----- | --------------- | ------------------- |
| Wahlberechtigte            | 1.934.963     | 100,0         | 1.934.963      | 100,0          |       |                 |                     |
| Wähler                     | 1.383.467     | 71,5          | 1.383.467      | 71,5           |       |                 |                     |
| Ungültig                   | 16 759        | 1,2           | 13.147         | 1,0            |       |                 |                     |
| Gültig                     | 1.366.708     | 100,0         | 1.370.320      | 100,0          | 23    | 12              | 3                   |
| davon:                     |               |               |                |                |       |                 |                     |
| SPD                        | 624.803       | 45,7          | 617.362        | 45,1           | 12    | 12              | 3                   |
| CDU                        | 385.043       | 28,2          | 385.383        | 28,1           | 6     | –               | –                   |
| PDS                        | 276.820       | 20,3          | 264.239        | 19,3           | 4     | –               | –                   |
| GRÜNE                      | 43.589        | 3,2           | 39.593         | 2,9            | –     | –               | –                   |
| F.D.P.                     | 30.520        | 2,2           | 35.954         | 2,6            | 1     | –               | –                   |
| REP                        | 1.194         | 0,1           | 15.220         | 1,1            | –     | –               | –                   |
| GRAUE                      | 2.764         | 0,2           | 5.287          | 0,4            | –     | –               | –                   |
| NATURGESETZ                | 1.127         | 0,1           | 3.745          | 0,3            | –     | –               | –                   |
| ÖDP                        | 848           | 0,1           | 1.492          | 0,1            | –     | –               | –                   |
| STATT Partei               | –             | –             | 1.646          | 0,1            | –     | –               | –                   |
| MLPD                       | –             | –             | 399            | 0,0            | –     | –               | –                   |

### Bremen
| Gegenstand der Nachweisung | Erst- stimmen | Erst- stimmen | Zweit- stimmen | Zweit- stimmen | Sitze | Direkt- mandate | Über- hang- mandat |
| Gegenstand der Nachweisung | Anzahl        | %             | Anzahl         | %              | Sitze | Direkt- mandate | Über- hang- mandat |
| -------------------------- | ------------- | ------------- | -------------- | -------------- | ----- | --------------- | ------------------ |
| Wahlberechtigte            | 510.027       | 100,0         | 510.027        | 100,0          |       |                 |                    |
| Wähler                     | 400.609       | 78,5          | 400.609        | 78,5           |       |                 |                    |
| Ungültig                   | 6.126         | 1,5           | 6.360          | 1,6            |       |                 |                    |
| Gültig                     | 394.483       | 100,0         | 394.249        | 100,0          | 6     | 3               | 1                  |
| davon:                     |               |               |                |                |       |                 |                    |
| SPD                        | 187.911       | 47,6          | 179.311        | 45,5           | 3     | 3               | 1                  |
| CDU                        | 129.706       | 32,9          | 119.063        | 30,2           | 2     | –               | –                  |
| GRÜNE                      | 40.456        | 10,3          | 43.654         | 11,1           | 1     | –               | –                  |
| F.D.P.                     | 15.089        | 3,8           | 28.409         | 7,2            | –     | –               | –                  |
| PDS                        | 7.850         | 2,0           | 10.744         | 2,7            | –     | –               | –                  |
| REP                        | 7.421         | 1,9           | 6.784          | 1,7            | –     | –               | –                  |
| GRAUE                      | 1.958         | 0,5           | 4.405          | 1,1            | –     | –               | –                  |
| NATURGESETZ                | 883           | 0,2           | 1.234          | 0,3            | –     | –               | –                  |
| ÖDP                        | –             | –             | 550            | 0,1            | –     | –               | –                  |
| MLPD                       | –             | –             | 95             | 0,0            | –     | –               | –                  |
| Einzelbewerber             | 3.209         | 0,8           | –              | –              | –     | –               | –                  |

### Hamburg
| Gegenstand der Nachweisung | Erst- stimmen | Erst- stimmen | Zweit- stimmen | Zweit- stimmen | Sitze | Direkt- mandate |
| Gegenstand der Nachweisung | Anzahl        | %             | Anzahl         | %              | Sitze | Direkt- mandate |
| -------------------------- | ------------- | ------------- | -------------- | -------------- | ----- | --------------- |
| Wahlberechtigte            | 1.241.912     | 100,0         | 1.241.912      | 100,0          |       |                 |
| Wähler                     | 990.362       | 79,7          | 990.362        | 79,7           |       |                 |
| Ungültig                   | 8.739         | 0,9           | 7.562          | 0,8            |       |                 |
| Gültig                     | 981.623       | 100,0         | 982.800        | 100,0          | 14    | 7               |
| davon:                     |               |               |                |                |       |                 |
| SPD                        | 413.528       | 42,1          | 389.857        | 39,7           | 6     | 6               |
| CDU                        | 374.074       | 38,1          | 343.398        | 34,9           | 5     | 1               |
| GRÜNE                      | 123.455       | 12,6          | 123.571        | 12,6           | 2     | –               |
| F.D.P.                     | 29.487        | 3,0           | 71.119         | 7,2            | 1     | –               |
| PDS                        | 10.321        | 1,1           | 21.996         | 2,2            | –     | –               |
| REP                        | 17.337        | 1,8           | 16.582         | 1,7            | –     | –               |
| GRAUE                      | 10.658        | 1,1           | 11.519         | 1,2            | –     | –               |
| NATURGESETZ                | 1.263         | 0,1           | 2.905          | 0,3            | –     | –               |
| ÖDP                        | 1.127         | 0,1           | 1.639          | 0,2            | –     | –               |
| MLPD                       | 271           | 0,0           | 214            | 0,0            | –     | –               |
| Einzelbewerber             | 102           | 0,0           | –              | –              | –     | –               |

### Hessen
| Gegenstand der Nachweisung | Erst- stimmen | Erst- stimmen | Zweit- stimmen | Zweit- stimmen | Sitze | Direkt- mandate |
| Gegenstand der Nachweisung | Anzahl        | %             | Anzahl         | %              | Sitze | Direkt- mandate |
| -------------------------- | ------------- | ------------- | -------------- | -------------- | ----- | --------------- |
| Wahlberechtigte            | 4.290.259     | 100,0         | 4.290.259      | 100,0          |       |                 |
| Wähler                     | 3.532.885     | 82,3          | 3.532.885      | 82,3           |       |                 |
| Ungültig                   | 58.031        | 1,6           | 46.983         | 1,3            |       |                 |
| Gültig                     | 3.474.854     | 100,0         | 3.485.902      | 100,0          | 49    | 22              |
| davon:                     |               |               |                |                |       |                 |
| CDU                        | 1.565.856     | 45,1          | 1.417.692      | 40,7           | 20    | 14              |
| SPD                        | 1.387.811     | 39,9          | 1.296.788      | 37,2           | 19    | 8               |
| GRÜNE                      | 274.869       | 7,9           | 322.473        | 9,3            | 5     | –               |
| F.D.P.                     | 118.068       | 3,4           | 283.186        | 8,1            | 4     | –               |
| REP                        | 77.607        | 2,2           | 82.675         | 2,4            | –     | –               |
| PDS                        | 21.621        | 0,6           | 37.268         | 1,1            | 1     | –               |
| GRAUE                      | 12.152        | 0,3           | 18.116         | 0,5            | –     | –               |
| NATURGESETZ                | 8.337         | 0,2           | 9.646          | 0,3            | –     | –               |
| PBC                        | 2.781         | 0,1           | 8.486          | 0,2            | –     | –               |
| ÖDP                        | 4.137         | 0,1           | 7.649          | 0,2            | –     | –               |
| BüSo                       | 276           | 0,0           | 1.341          | 0,0            | –     | –               |
| MLPD                       | –             | –             | 582            | 0,0            | –     | –               |
| STATT Partei               | 939           | 0,0           | –              | –              | –     | –               |
| Einzelbewerber             | 400           | 0,0           | –              | –              | –     | –               |

### Mecklenburg-Vorpommern
| Gegenstand der Nachweisung | Erst- stimmen | Erst- stimmen | Zweit- stimmen | Zweit- stimmen | Sitze | Direkt- mandate | Über- hang- mandate |
| Gegenstand der Nachweisung | Anzahl        | %             | Anzahl         | %              | Sitze | Direkt- mandate | Über- hang- mandate |
| -------------------------- | ------------- | ------------- | -------------- | -------------- | ----- | --------------- | ------------------- |
| Wahlberechtigte            | 1.379.175     | 100,0         | 1.379.175      | 100,0          |       |                 |                     |
| Wähler                     | 1.004.208     | 72,8          | 1.004.208      | 72,8           |       |                 |                     |
| Ungültig                   | 23.945        | 2,4           | 21.960         | 2,2            |       |                 |                     |
| Gültig                     | 980.263       | 100,0         | 982.248        | 100,0          | 15    | 9               | 2                   |
| davon:                     |               |               |                |                |       |                 |                     |
| CDU                        | 394.665       | 40,3          | 378.274        | 38,5           | 7     | 7               | 2                   |
| SPD                        | 293.742       | 30,0          | 283.029        | 28,8           | 4     | 2               | –                   |
| PDS                        | 239.040       | 24,4          | 231.835        | 23,6           | 3     | –               | –                   |
| GRÜNE                      | 12.492        | 1,3           | 35.213         | 3,6            | –     | –               | –                   |
| F.D.P.                     | 25.585        | 2,6           | 33.436         | 3,4            | 1     | –               | –                   |
| REP                        | 8.777         | 0,9           | 11.577         | 1,2            | –     | –               | –                   |
| GRAUE                      | 4.289         | 0,4           | 4.669          | 0,5            | –     | –               | –                   |
| NATURGESETZ                | 1.134         | 0,1           | 2.832          | 0,3            | –     | –               | –                   |
| ÖDP                        | 539           | 0,1           | 1.061          | 0,1            | –     | –               | –                   |
| MLPD                       | –             | –             | 322            | 0,0            | –     | –               | –                   |

### Niedersachsen
| Gegenstand der Nachweisung | Erst- stimmen | Erst- stimmen | Zweit- stimmen | Zweit- stimmen | Sitze | Direkt- mandate |
| Gegenstand der Nachweisung | Anzahl        | %             | Anzahl         | %              | Sitze | Direkt- mandate |
| -------------------------- | ------------- | ------------- | -------------- | -------------- | ----- | --------------- |
| Wahlberechtigte            | 5.886.587     | 100,0         | 5.886.587      | 100,0          |       |                 |
| Wähler                     | 4.816.698     | 81,8          | 4.816.698      | 81,8           |       |                 |
| Ungültig                   | 51.539        | 1,1           | 39.390         | 0,8            |       |                 |
| Gültig                     | 4.765.159     | 100,0         | 4.777.308      | 100,0          | 67    | 31              |
| davon:                     |               |               |                |                |       |                 |
| CDU                        | 2.155.399     | 45,2          | 1.971.664      | 41,3           | 28    | 17              |
| SPD                        | 2.078.986     | 43,6          | 1.938.321      | 40,6           | 28    | 14              |
| F.D.P.                     | 152.398       | 3,2           | 368.180        | 7,7            | 5     | –               |
| GRÜNE                      | 274.378       | 5,8           | 338.087        | 7,1            | 5     | –               |
| REP                        | 49.458        | 1,0           | 57.988         | 1,2            | –     | –               |
| PDS                        | 20.888        | 0,4           | 46.731         | 1,0            | 1     | –               |
| GRAUE                      | 14.107        | 0,3           | 19.527         | 0,4            | –     | –               |
| Die Tierschutzpartei       | –             | –             | 15.878         | 0,3            | –     | –               |
| PBC                        | 2.482         | 0,1           | 7.221          | 0,2            | –     | –               |
| NATURGESETZ                | 6.986         | 0,1           | 6.307          | 0,1            | –     | –               |
| ÖDP                        | 6.448         | 0,1           | 5.623          | 0,1            | –     | –               |
| BüSo                       | 2.277         | 0,0           | 1.222          | 0,0            | –     | –               |
| MLPD                       | –             | –             | 559            | 0,0            | –     | –               |
| CM                         | 242           | 0,0           | –              | –              | –     | –               |
| Einzelbewerber             | 1.110         | 0,0           | –              | –              | –     | –               |

### Nordrhein-Westfalen
| Gegenstand der Nachweisung | Erst- stimmen | Erst- stimmen | Zweit- stimmen | Zweit- stimmen | Sitze | Direkt- mandate |
| Gegenstand der Nachweisung | Anzahl        | %             | Anzahl         | %              | Sitze | Direkt- mandate |
| -------------------------- | ------------- | ------------- | -------------- | -------------- | ----- | --------------- |
| Wahlberechtigte            | 13.089.684    | 100,0         | 13.089.684     | 100,0          |       |                 |
| Wähler                     | 10.716.504    | 81,9          | 10.716.504     | 81,9           |       |                 |
| Ungültig                   | 249.476       | 2,3           | 202.769        | 1,9            |       |                 |
| Gültig                     | 10.467.028    | 100,0         | 10.513.735     | 100,0          | 148   | 71              |
| davon:                     |               |               |                |                |       |                 |
| SPD                        | 4.771.714     | 45,6          | 4.534.820      | 43,1           | 66    | 40              |
| CDU                        | 4.403.333     | 42,1          | 3.997.317      | 38,0           | 58    | 31              |
| F.D.P.                     | 343.411       | 3,3           | 804.024        | 7,6            | 12    | –               |
| GRÜNE                      | 691.924       | 6,6           | 781.405        | 7,4            | 11    | –               |
| REP                        | 127.577       | 1,2           | 138.553        | 1,3            | –     | –               |
| PDS                        | 44.883        | 0,4           | 102.356        | 1,0            | 1     | –               |
| GRAUE                      | 51.844        | 0,5           | 52.399         | 0,5            | –     | –               |
| Die Tierschutzpartei       | –             | –             | 32.307         | 0,3            | –     | –               |
| STATT Partei               | 6.520         | 0,1           | 21.941         | 0,2            | –     | –               |
| ÖDP                        | 8.823         | 0,1           | 15.116         | 0,1            | –     | –               |
| PBC                        | –             | –             | 9.966          | 0,1            | –     | –               |
| NATURGESETZ                | 6.039         | 0,1           | 8.770          | 0,1            | –     | –               |
| CM                         | 1.807         | 0,0           | 6.016          | 0,1            | –     | –               |
| ZENTRUM                    | 1.489         | 0,0           | 3.757          | 0,0            | –     | –               |
| MLPD                       | 2.101         | 0,0           | 2.125          | 0,0            | –     | –               |
| BüSo                       | 1.728         | 0,0           | 1.850          | 0,0            | –     | –               |
| BSA                        | –             | –             | 1.013          | 0,0            | –     | –               |
| FBU                        | 594           | 0,0           | –              | –              | –     | –               |
| UAP                        | 302           | 0,0           | –              | –              | –     | –               |
| BGD                        | 107           | 0,0           | –              | –              | –     | –               |
| DEMOKRATEN                 | 104           | 0,0           | –              | –              | –     | –               |
| Einzelbewerber             | 2.728         | 0,0           | –              | –              | –     | –               |

### Rheinland-Pfalz
| Gegenstand der Nachweisung | Erst- stimmen | Erst- stimmen | Zweit- stimmen | Zweit- stimmen | Sitze | Direkt- mandate |
| Gegenstand der Nachweisung | Anzahl        | %             | Anzahl         | %              | Sitze | Direkt- mandate |
| -------------------------- | ------------- | ------------- | -------------- | -------------- | ----- | --------------- |
| Wahlberechtigte            | 2.985.384     | 100,0         | 2.985.384      | 100,0          |       |                 |
| Wähler                     | 2.456.152     | 82,3          | 2.456.152      | 82,3           |       |                 |
| Ungültig                   | 44.427        | 1,8           | 29.920         | 1,2            |       |                 |
| Gültig                     | 2.411.725     | 100,0         | 2.426.232      | 100,0          | 33    | 16              |
| davon:                     |               |               |                |                |       |                 |
| CDU                        | 1.132.006     | 46,9          | 1.061.643      | 43,8           | 15    | 12              |
| SPD                        | 974.959       | 40,4          | 955.383        | 39,4           | 14    | 4               |
| F.D.P.                     | 88.872        | 3,7           | 168.475        | 6,9            | 2     | –               |
| GRÜNE                      | 151.182       | 6,3           | 150.630        | 6,2            | 2     | –               |
| REP                        | 39.381        | 1,6           | 45.265         | 1,9            | –     | –               |
| PDS                        | 1.181         | 0,0           | 15.135         | 0,6            | –     | –               |
| GRAUE                      | 1.476         | 0,1           | 9.336          | 0,4            | –     | –               |
| ÖDP                        | 9.804         | 0,4           | 8.524          | 0,4            | –     | –               |
| NATURGESETZ                | 8.631         | 0,4           | 6.005          | 0,2            | –     | –               |
| STATT Partei               | –             | –             | 5.508          | 0,2            | –     | –               |
| MLPD                       | –             | –             | 328            | 0,0            | –     | –               |
| PBC                        | 3.070         | 0,1           | –              | –              | –     | –               |
| CM                         | 831           | 0,0           | –              | –              | –     | –               |
| BüSo                       | 332           | 0,0           | –              | –              | –     | –               |

### Saarland
| Gegenstand der Nachweisung | Erst- stimmen | Erst- stimmen | Zweit- stimmen | Zweit- stimmen | Sitze | Direkt- mandate |
| Gegenstand der Nachweisung | Anzahl        | %             | Anzahl         | %              | Sitze | Direkt- mandate |
| -------------------------- | ------------- | ------------- | -------------- | -------------- | ----- | --------------- |
| Wahlberechtigte            | 838.131       | 100,0         | 838.131        | 100,0          |       |                 |
| Wähler                     | 699.992       | 83,5          | 699.992        | 83,5           |       |                 |
| Ungültig                   | 30.551        | 4,4           | 25.192         | 3,6            |       |                 |
| Gültig                     | 669.441       | 100,0         | 674.800        | 100,0          | 9     | 5               |
| davon:                     |               |               |                |                |       |                 |
| SPD                        | 338.950       | 50,6          | 329.287        | 48,8           | 5     | 5               |
| CDU                        | 265.450       | 39,7          | 250.978        | 37,2           | 4     | –               |
| GRÜNE                      | 28.582        | 4,3           | 39.013         | 5,8            | –     | –               |
| F.D.P.                     | 13.187        | 2,0           | 29.334         | 4,3            | –     | –               |
| REP                        | 10.633        | 1,6           | 10.786         | 1,6            | –     | –               |
| PDS                        | 2.369         | 0,4           | 4.807          | 0,7            | –     | –               |
| GRAUE                      | 5.563         | 0,8           | 4.538          | 0,7            | –     | –               |
| STATT Partei               | –             | –             | 2.291          | 0,3            | –     | –               |
| NATURGESETZ                | 4.175         | 0,6           | 2.215          | 0,3            | –     | –               |
| ÖDP                        | –             | –             | 1.371          | 0,2            | –     | –               |
| MLPD                       | –             | –             | 180            | 0,0            | –     | –               |
| APD                        | 532           | 0,1           | –              | –              | –     | –               |

### Sachsen
| Gegenstand der Nachweisung | Erst- stimmen | Erst- stimmen | Zweit- stimmen | Zweit- stimmen | Sitze | Direkt- mandate | Über- hang- mandate |
| Gegenstand der Nachweisung | Anzahl        | %             | Anzahl         | %              | Sitze | Direkt- mandate | Über- hang- mandate |
| -------------------------- | ------------- | ------------- | -------------- | -------------- | ----- | --------------- | ------------------- |
| Wahlberechtigte            | 3.591.962     | 100,0         | 3.591.962      | 100,0          |       |                 |                     |
| Wähler                     | 2.587.963     | 72,0          | 2.587.963      | 72,0           |       |                 |                     |
| Ungültig                   | 42.259        | 1,6           | 25.812         | 1,0            |       |                 |                     |
| Gültig                     | 2.545.704     | 100,0         | 2.562.151      | 100,0          | 39    | 21              | 3                   |
| davon:                     |               |               |                |                |       |                 |                     |
| CDU                        | 1.302.187     | 51,2          | 1.229.313      | 48,0           | 21    | 21              | 3                   |
| SPD                        | 597.370       | 23,5          | 621.620        | 24,3           | 9     | –               | –                   |
| PDS                        | 437.856       | 17,2          | 427.692        | 16,7           | 6     | –               | –                   |
| GRÜNE                      | 107.424       | 4,2           | 122.594        | 4,8            | 2     | –               | –                   |
| F.D.P.                     | 85.939        | 3,4           | 98.494         | 3,8            | 1     | –               | –                   |
| REP                        | 3.182         | 0,1           | 35.483         | 1,4            | –     | –               | –                   |
| GRAUE                      | 4.222         | 0,2           | 13.501         | 0,5            | –     | –               | –                   |
| PBC                        | –             | –             | 7.836          | 0,3            | –     | –               | –                   |
| ÖDP                        | –             | –             | 4.799          | 0,2            | –     | –               | –                   |
| MLPD                       | 126           | 0,0           | 819            | 0,0            | –     | –               | –                   |
| DSU                        | 1.435         | 0,1           | –              | –              | –     | –               | –                   |
| DVP                        | 606           | 0,0           | –              | –              | –     | –               | –                   |
| BüSo                       | 602           | 0,0           | –              | –              | –     | –               | –                   |
| Einzelbewerber             | 4.755         | 0,2           | –              | –              | –     | –               | –                   |

### Sachsen-Anhalt
| Gegenstand der Nachweisung | Erst- stimmen | Erst- stimmen | Zweit- stimmen | Zweit- stimmen | Sitze | Direkt- mandate | Über- hang- mandate |
| Gegenstand der Nachweisung | Anzahl        | %             | Anzahl         | %              | Sitze | Direkt- mandate | Über- hang- mandate |
| -------------------------- | ------------- | ------------- | -------------- | -------------- | ----- | --------------- | ------------------- |
| Wahlberechtigte            | 2.156.706     | 100,0         | 2.156.706      | 100,0          |       |                 |                     |
| Wähler                     | 1.518.973     | 70,4          | 1.518.973      | 70,4           |       |                 |                     |
| Ungültig                   | 19.573        | 1,3           | 17.590         | 1,2            |       |                 |                     |
| Gültig                     | 1.499.400     | 100,0         | 1.501.383      | 100,0          | 23    | 13              | 2                   |
| davon:                     |               |               |                |                |       |                 |                     |
| CDU                        | 596.278       | 39,8          | 582.294        | 38,8           | 10    | 10              | 2                   |
| SPD                        | 512.425       | 34,2          | 502.193        | 33,4           | 7     | 3               | –                   |
| PDS                        | 264.007       | 17,6          | 270.212        | 18,0           | 4     | –               | –                   |
| F.D.P.                     | 52.794        | 3,5           | 60.968         | 4,1            | 1     | –               | –                   |
| GRÜNE                      | 56.920        | 3,8           | 53.551         | 3,6            | 1     | –               | –                   |
| REP                        | 12.861        | 0,9           | 14.641         | 1,0            | –     | –               | –                   |
| PASS                       | –             | –             | 8.640          | 0,6            | –     | –               | –                   |
| GRAUE                      | 3.008         | 0,2           | 7.090          | 0,5            | –     | –               | –                   |
| ÖDP                        | –             | –             | 1.405          | 0,1            | –     | –               | –                   |
| MLPD                       | –             | –             | 389            | 0,0            | –     | –               | –                   |
| DSU                        | 823           | 0,1           | –              | –              | –     | –               | –                   |
| Einzelbewerber             | 284           | 0,0           | –              | –              | –     | –               | –                   |

### Schleswig-Holstein
| Gegenstand der Nachweisung | Erst- stimmen | Erst- stimmen | Zweit- stimmen | Zweit- stimmen | Sitze | Direkt- mandate |
| Gegenstand der Nachweisung | Anzahl        | %             | Anzahl         | %              | Sitze | Direkt- mandate |
| -------------------------- | ------------- | ------------- | -------------- | -------------- | ----- | --------------- |
| Wahlberechtigte            | 2.113.279     | 100,0         | 2.113.279      | 100,0          |       |                 |
| Wähler                     | 1.708.851     | 80,9          | 1.708.851      | 80,9           |       |                 |
| Ungültig                   | 19.267        | 1,1           | 15.694         | 0,9            |       |                 |
| Gültig                     | 1.689.584     | 100,0         | 1.693.157      | 100,0          | 24    | 11              |
| davon:                     |               |               |                |                |       |                 |
| CDU                        | 772.232       | 45,7          | 702.367        | 41,5           | 10    | 9               |
| SPD                        | 722.451       | 42,8          | 670.791        | 39,6           | 10    | 2               |
| GRÜNE                      | 119.810       | 7,1           | 140.353        | 8,3            | 2     | –               |
| F.D.P.                     | 51.301        | 3,0           | 126.036        | 7,4            | 2     | –               |
| PDS                        | –             | –             | 18.989         | 1,1            | –     | –               |
| REP                        | 15.269        | 0,9           | 17.731         | 1,0            | –     | –               |
| GRAUE                      | –             | –             | 8.188          | 0,5            | –     | –               |
| NATURGESETZ                | 2.450         | 0,1           | 4.868          | 0,3            | –     | –               |
| ÖDP                        | 2.633         | 0,2           | 3.506          | 0,2            | –     | –               |
| MLPD                       | –             | –             | 328            | 0,0            | –     | –               |
| APD                        | 1.122         | 0,1           | –              | –              | –     | –               |
| FSU                        | 467           | 0,0           | –              | –              | –     | –               |
| DKP                        | 347           | 0,0           | –              | –              | –     | –               |
| Einzelbewerber             | 1.502         | 0,1           | –              | –              | –     | –               |

### Thüringen
| Gegenstand der Nachweisung | Erst- stimmen | Erst- stimmen | Zweit- stimmen | Zweit- stimmen | Sitze | Direkt- mandate | Über- hang- mandate |
| Gegenstand der Nachweisung | Anzahl        | %             | Anzahl         | %              | Sitze | Direkt- mandate | Über- hang- mandate |
| -------------------------- | ------------- | ------------- | -------------- | -------------- | ----- | --------------- | ------------------- |
| Wahlberechtigte            | 1.955.586     | 100,0         | 1.955.586      | 100,0          |       |                 |                     |
| Wähler                     | 1.464.137     | 74,9          | 1.464.137      | 74,9           |       |                 |                     |
| Ungültig                   | 40.874        | 2,8           | 35.147         | 2,4            |       |                 |                     |
| Gültig                     | 1.423.263     | 100,0         | 1.428.990      | 100,0          | 24    | 12              | 3                   |
| davon:                     |               |               |                |                |       |                 |                     |
| CDU                        | 610.319       | 42,9          | 586.440        | 41,0           | 12    | 12              | 3                   |
| SPD                        | 449.779       | 31,6          | 431.940        | 30,2           | 6     | –               | –                   |
| PDS                        | 233.320       | 16,4          | 245.086        | 17,2           | 4     | –               | –                   |
| GRÜNE                      | 67.211        | 4,7           | 70.425         | 4,9            | 1     | –               | –                   |
| F.D.P.                     | 48.149        | 3,4           | 59.284         | 4,1            | 1     | –               | –                   |
| REP                        | 9.864         | 0,7           | 19.753         | 1,4            | –     | –               | –                   |
| GRAUE                      | 1.937         | 0,1           | 7.070          | 0,5            | –     | –               | –                   |
| STATT Partei               | –             | –             | 4.620          | 0,3            | –     | –               | –                   |
| ÖDP                        | 1.499         | 0,1           | 3.090          | 0,2            | –     | –               | –                   |
| BüSo                       | –             | –             | 812            | 0,1            | –     | –               | –                   |
| MLPD                       | –             | –             | 470            | 0,0            | –     | –               | –                   |
| KPD                        | 160           | 0,0           | –              | –              | –     | –               | –                   |
| Einzelbewerber             | 1.025         | 0,1           | –              | –              | –     | –               | –                   |